# Алисија (Арканзас)
Алисија (енгл. Alicia) град је у америчкој савезној држави Арканзас.

## Демографија
По попису из 2010. године број становника је 124, што је 21 (-14,5%) становника мање него 2000. године.
| Група             | 2000.        | 2010.       |
| Белци             | 145 (100,0%) | 122 (98,4%) |
| Афроамериканци    | 0 (0,0%)     | 0 (0,0%)    |
| Азијати           | 0 (0,0%)     | 0 (0,0%)    |
| Хиспаноамериканци | 0 (0,0%)     | 2 (1,6%)    |
| Укупно            | 145          | 124         |